# Малое Микряково
Малое Микряково (горномар. Изи Пистерлä) — упразднённая деревня в Горномарийском районе Марий Эл Российской Федерации. Входила в состав Емешевского сельского поселения. В 2025 году деревня включена в состав деревни Луково.

## География
Располагается в 2 км от административного центра сельского поселения — села Емешево.

## История
Впервые околодок Микряков (Пистерля) с 10 дворами упоминается в 1859 году. Деревня изначально входила в церковный приход села Пертнуры, а с 1885 года — села Емешево.

## Население
| 2002 | 2010 | 2013 | 2014 | 2015 |
| ---- | ---- | ---- | ---- | ---- |
| 18   | ↘16  | ↗17  | ↘16  | ↗18  |